# Хроніка надій та ілюзій
Хроніка надій і ілюзій - цикл документальних серіалів на основі хронікальних сюжетів української кіноперіодики 1921-1991 років виробництва студії "Телекон". 
Документальний серіал "Хроніка надій та ілюзій" (2000 рік) отримав Диплом за кращу режисерську роботу на 6-му Міжнародному фестивалі телепрограм "Бархатный сезон" та зайняв 2 місце в щорічному професійному Рейтингу "Лідери телерадіоринку України". 

## Особливості задуму
Кожна з серій побудована виключно на основі кінохронік, що зберігаються у Центральному державному кінофотофоноархіві України.